# Communauté de communes de la Tinée
La communauté de communes de la Tinée était une structure intercommunale française regroupant dix communes des Alpes-Maritimes des bords de la Tinée. La commune-centre était Clans.

## Histoire
Créée en 2000, la communauté de communes de la Tinée comprend à l'origine huit communes. Quelques années plus tard, elle est rejointe par Tournefort et Bairols.
Elle disparaît le  31 décembre 2011 pour fusionner avec la communauté urbaine Nice Côte d'Azur et les communautés de communes Vésubie-Mercantour et des stations du Mercantour, aboutissant ainsi à la création de la métropole Nice Côte d'Azur.

## Composition
1. Bairols
2. Clans
3. Ilonse
4. Marie
5. Rimplas
6. Roubion
7. Roure
8. Saint-Sauveur-sur-Tinée
9. Tournefort
10. Valdeblore